# Marie-José (tramhalte)
Marie-José is een tramhalte van de Brusselse vervoersmaatschappij MIVB, gelegen in de gemeente Elsene.

## Geschiedenis
De halte Marie-José was jarenlang het eindpunt van verschillende tramlijnen dankzij de aanwezigheid van de keerlus op het Marie-Joséplein.
Met de herziening van het tramnet op 19 maart 1968 werd tramlijn 4 dat tussen Beurs en Wiener reed via Stefania en Marie-José vervangen door tramlijn 32. Tot 14 augustus 1985 was Marie-José het eindpunt van tramlijn 94 dat tussen Marie-José en het Kardinaal Mercierplein reed. Op 15 augustus 1985 werd tramlijn 94 verlengd naar Wiener ter vervanging van tramlijn 32, waardoor de keerlus een jaar ongebruikt ging blijven. Het is pas bij de herziening van het tramnet op 14 november 1986 dat het eindpunt van tramlijn 93 gewijzigd werd van het Brugmannplein naar Marie-Joséplein.
Tussen de jaren 2001 en 2003 werd het eindpunt Marie-José tijdens de spitsuren gebruikt door versterkingsdiensten van tramlijn 23. Hierbij verliet tramlijn 23 haar normaal traject (Heizel — Churchill) ter hoogte van Buyl om tot Marie-José te rijden. Op de rolfilm werd gebruik gemaakt van een speciale aanduiding "23/ — Buyl - Marie-José via 93". Achteraf gezien was dit proefproject de voorloper van de huidige tramlijn 25.
Tot 13 april 2007 had tramlijn 93 haar eindpunt aan het Marie-Joséplein waarbij deze tramlijn uitgebaat werd tijdens de weekdagen als versterkingslijn van tramlijnen 92 en 94. Zo reden de laatste trams vanuit Marie-José naar het stelplaats Buyl rond 19u30. Op 16 april 2007 werd tramlijn 93 verkort tot Legrand waardoor het Marie-Joséplein geen vast eindpunt meer was. Tramlijn 25 die toen werd opgestart kreeg haar eindpunt ter hoogte van het station van Boondaal, in het kader van de toekomstige aansluiting met GEN-treinen. Enkele maanden nadien werden het sanitair en de peperbus verwijderd.
Sindsdien wordt de keerlus slechts zelden gebruikt door scholingsritten, waar de studenten er feedback krijgen van hun onderwijzend personeel. Ook wordt de lus af en toe gebruikt bij verkorte ritten van tramlijnen 25 en 94. Er werd sinds 2007 wel gespeculeerd in de politiek sfeer over een toekomstige tramlijn tussen Marie-José en Louiza via Flagey en Baljuw, wat de aanleg van een wissel met zich zou brengen. De mogelijke pistes worden nog steeds onderzocht door de MIVB. Sinds 29 september 2018 rijdt de voormalige tramlijn 94 na verlenging van het traject met het nummer 8.

## Situering
Het eindpunt Marie-José kan enkel gebruikt worden door trams komende van Buyl. Daarbij stappen de reizigers uit ter hoogte van de winkels op de rechte zijde van het plein. Nadien gebruikt de tram de wissel om de keerlus binnen te rijden. De keerlus bestaat uit drie staanplaatsen: twee voorzien van instapzones voor reizigers en eentje als wachtzone. Bij het buitenrijden van de keerlus hebben de trams komende van Boondaal Station voorrang. De keerlus werd ook enkele malen gebruikt in de tegengestelde richting, maar dit vergt veel tijd en manoeuvrewerk.

## Beperkingen
De keerlussen van het Brussels tramnet zijn restanten het tijdperk waar er slechts eenzijdige trams reden. Sinds de ombouw van de PCC 7500 trams en de levering van de PCC 7800 en 7900 trams kunnen eindpunten ook aangelegd worden door een verbindingswissel tussen twee sporen. De keerlus van Marie-José is dus duidelijk een oud eindpunt waardoor de lengte van instapzones niet meer voldoet aan de lengte van de huidige trams. Zo zijn T4000 trams verboden in de lus, terwijl T3000 trams nog nipt kunnen parkeren. Andere types ondervinden weinig hinder.
Volgens bronnen binnen de MIVB heeft oud-premier Wilfried Martens ertoe bijgedragen dat tramlijn 93 werd beperkt tot Legrand op 16 april 2007 door het feit dat hij zijn garage niet kon verlaten met de wagen wanneer beide sporen van de instapzone bezet waren door trams. Dat is tegenwoordig nog steeds het geval wanneer het eindpunt gebruikt wordt op een regelmatige wijze (bijvoorbeeld: tijdens werkzaamheden).

## Afbeeldingen

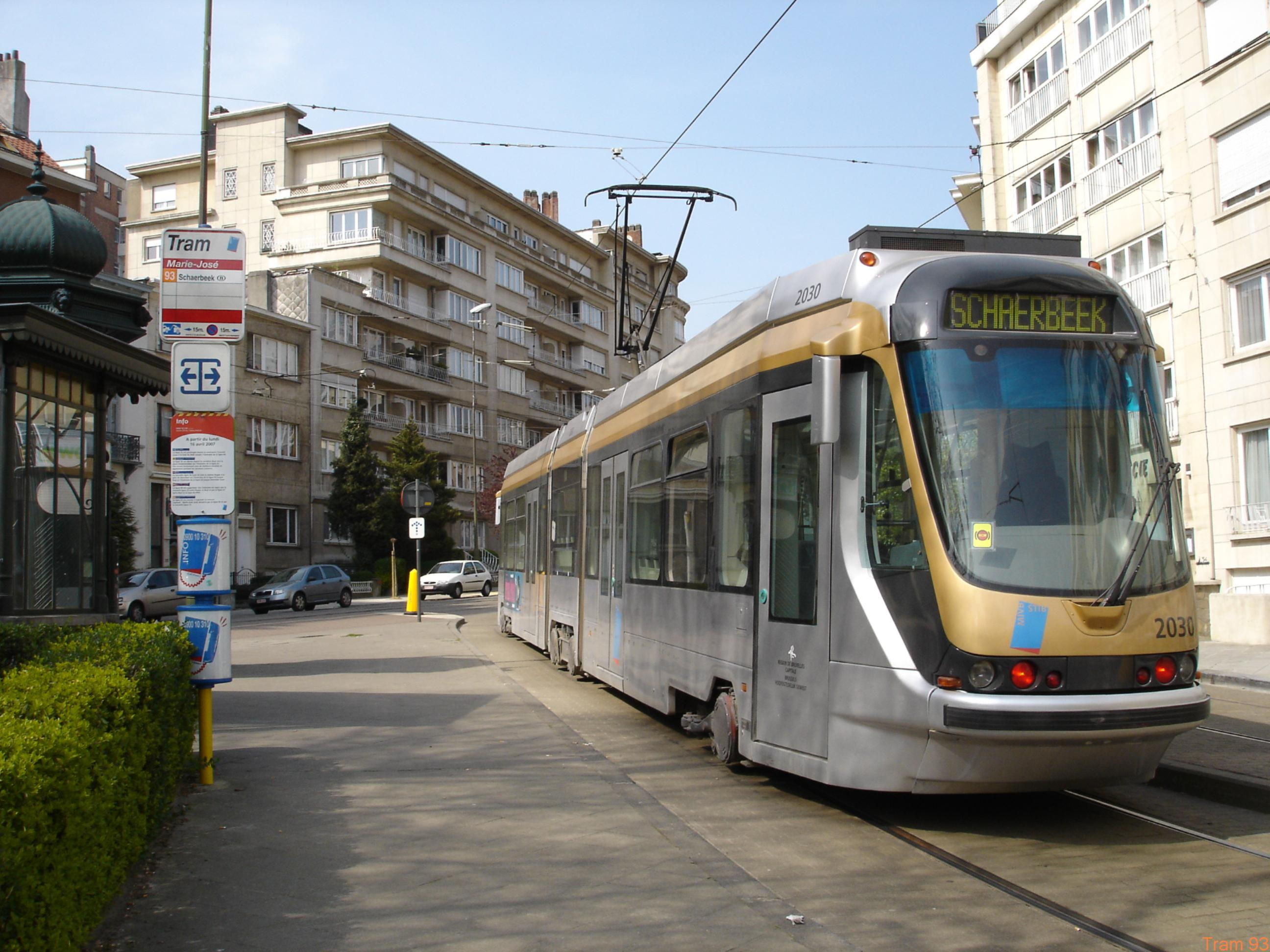
Tram 93 aan zijn eindpunt, twee dagen voor de beperking aan Legrand (2007)
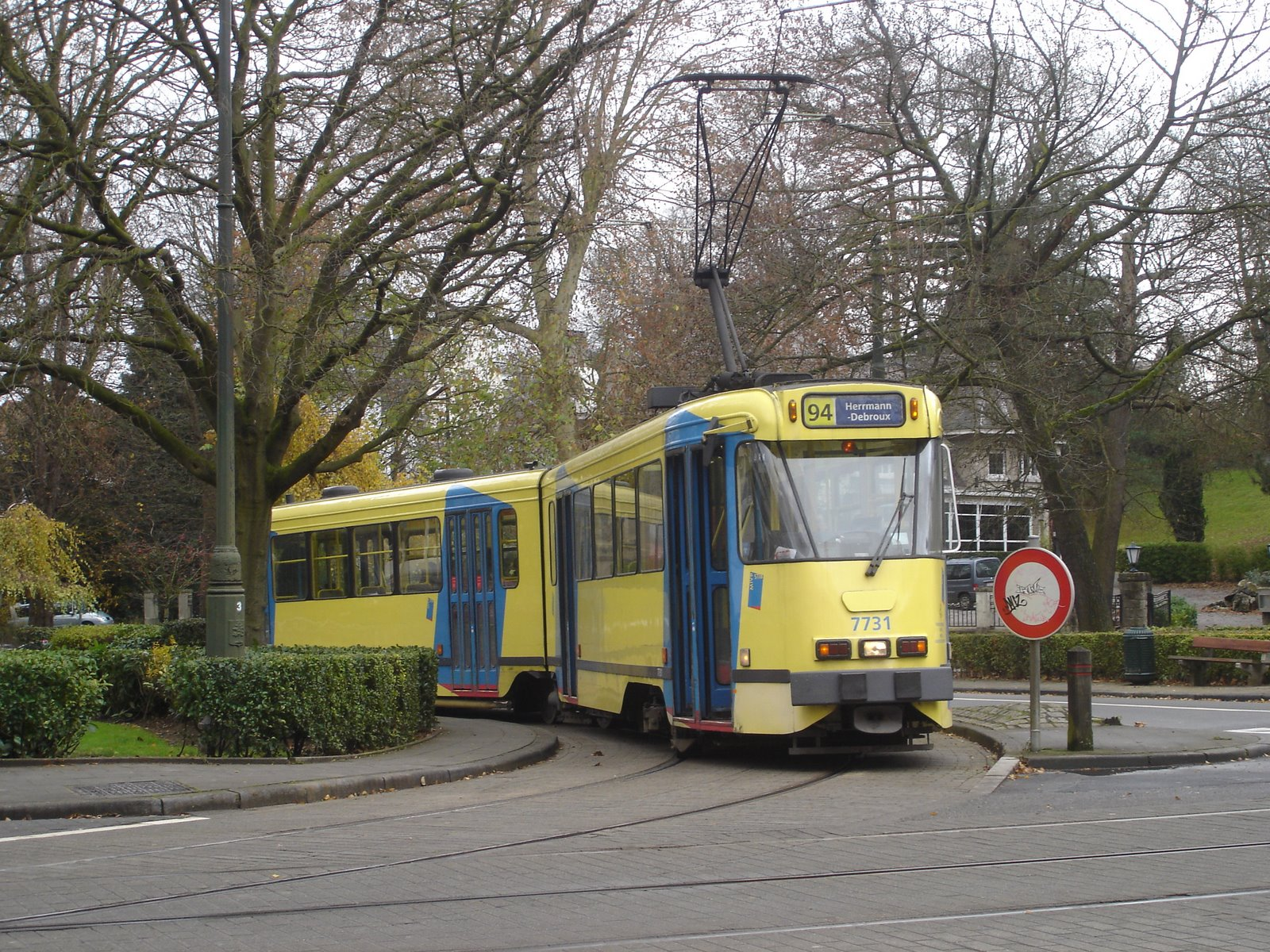
Gebruik van de keerlus in tegengestelde richting (2007)
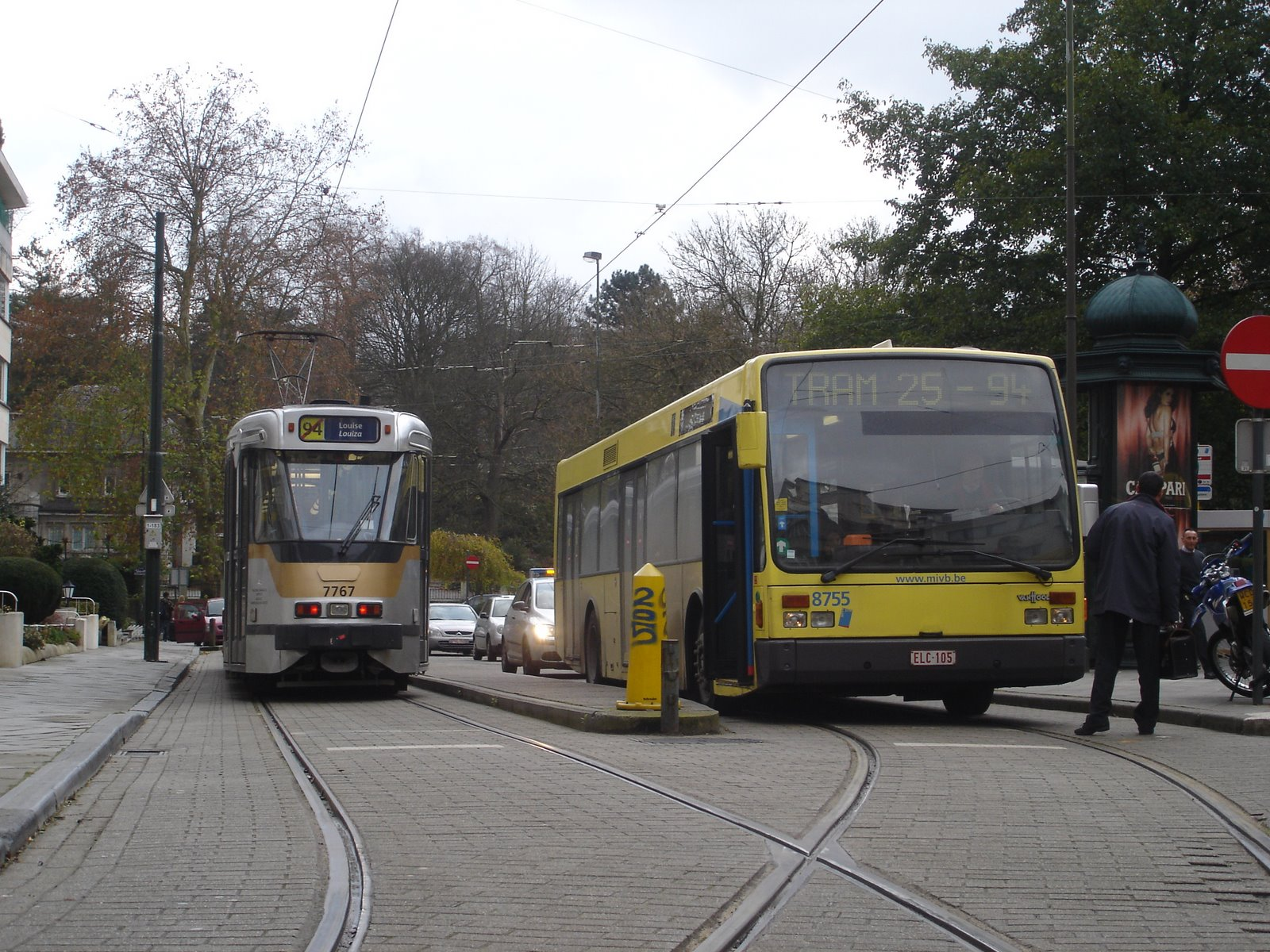
Gebruik van de lus in tegengestelde richting (2007)
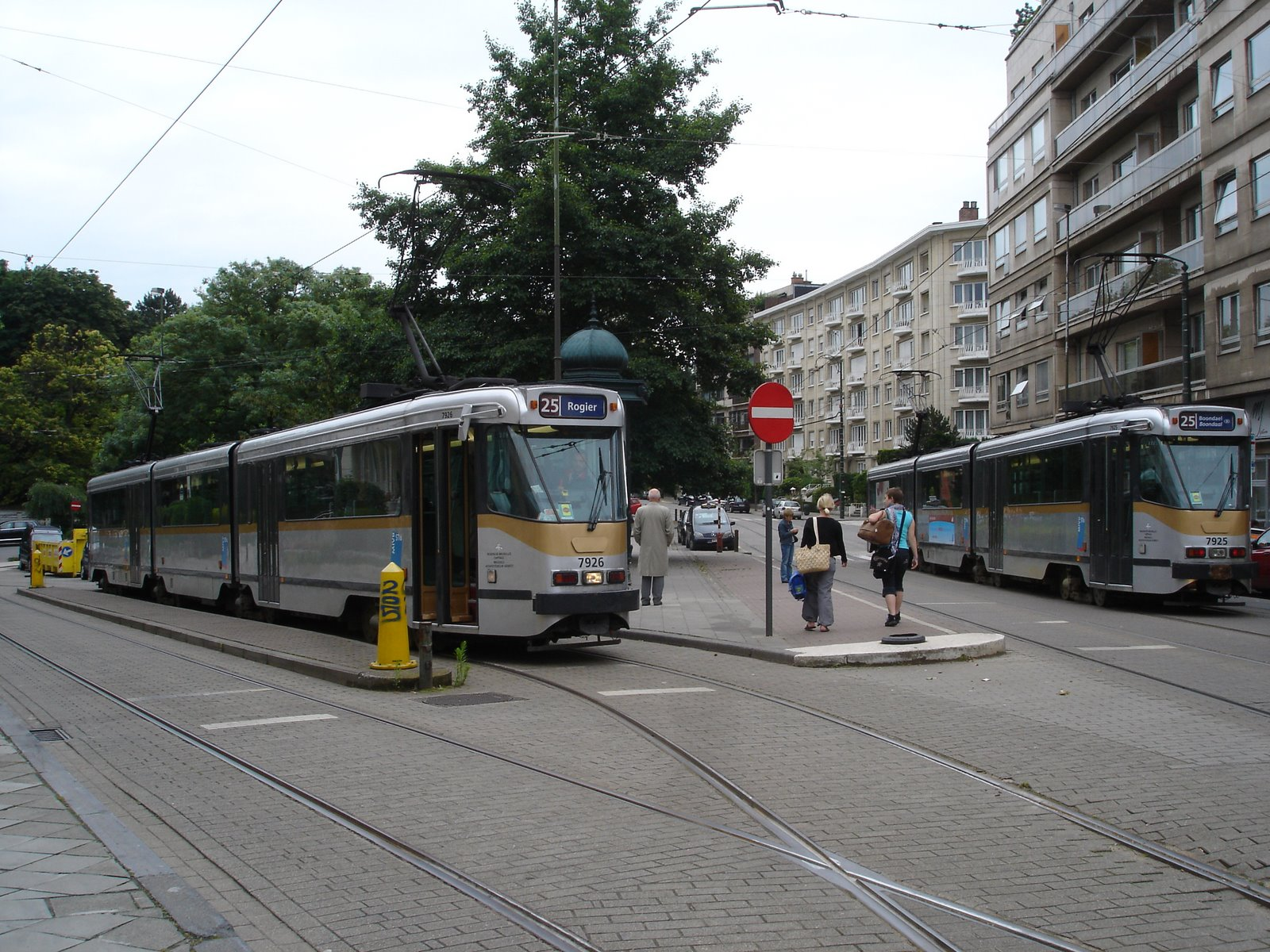
Dubbelgelede PCC-car 7900 in de lus (2008)
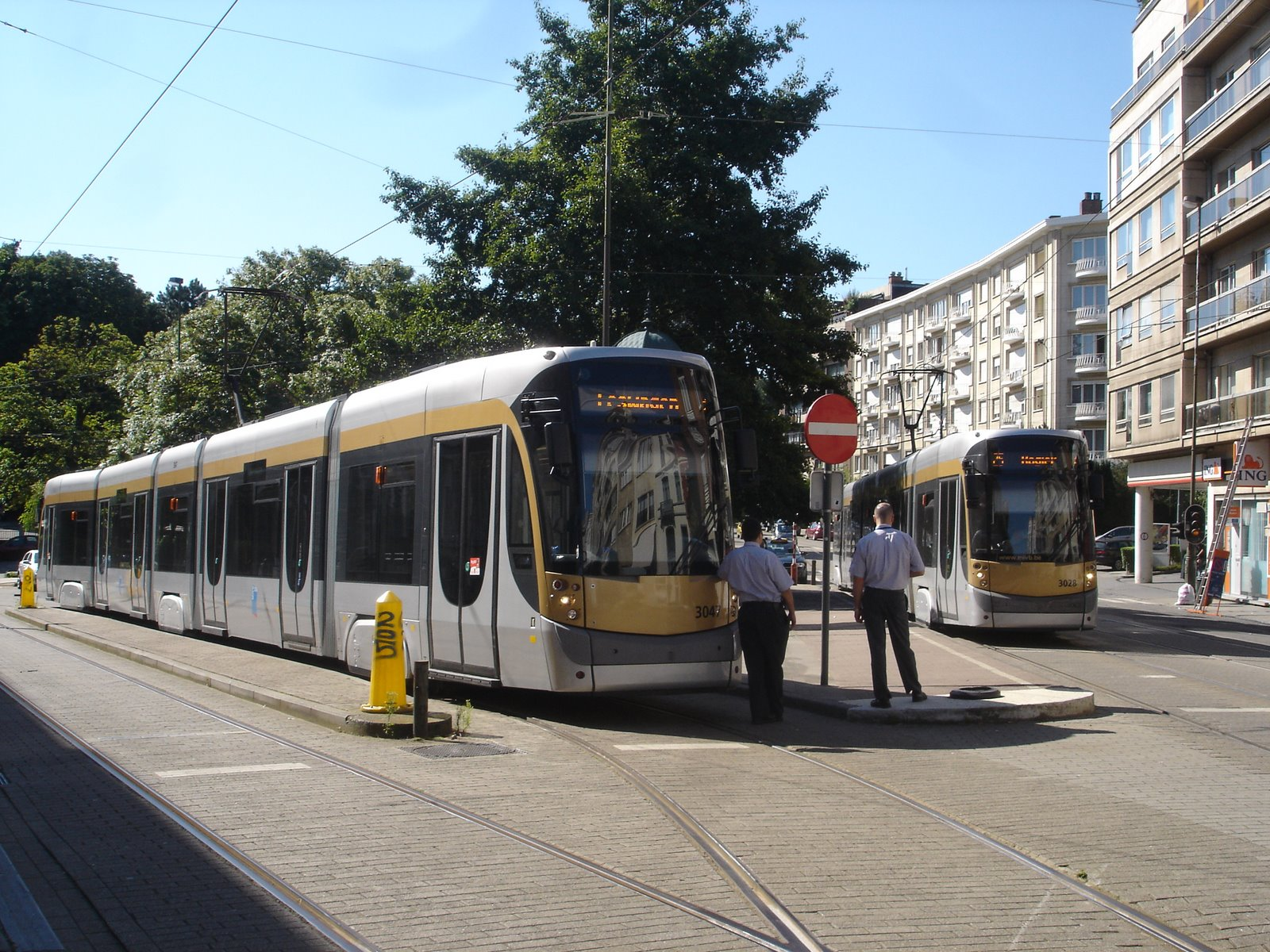
Opleidingsdienst in de lus (2008)
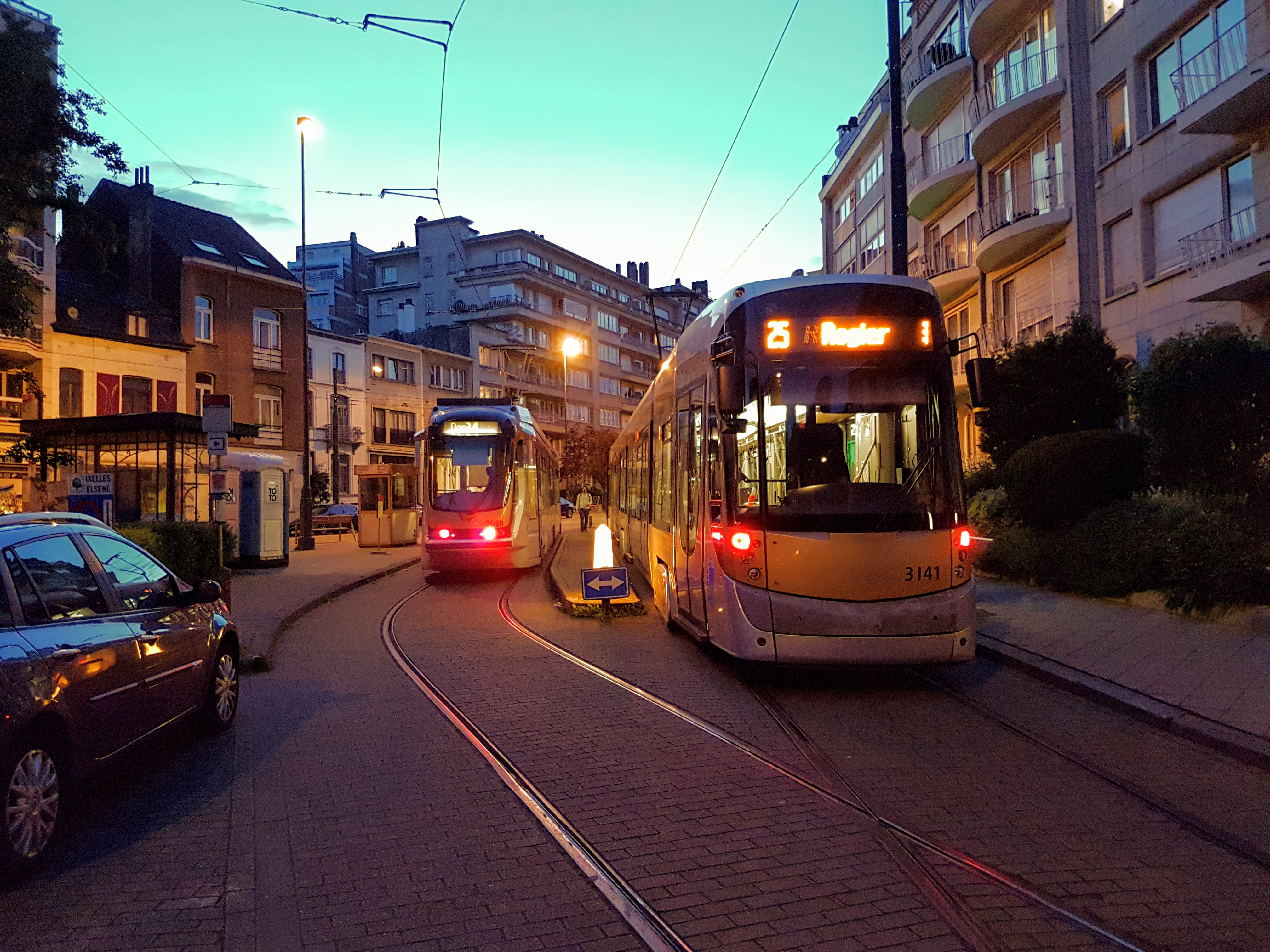
Tram 25 en 94 beperkt tijdens werkzaamheden (2017)

Louiza · 
Stefania · 
Defacqz · 
Baljuw · 
Vleurgat · 
Abdij · 
Legrand · 
Ter Kameren-Ster · 
Buyl · 
Johanna · 
ULB · 
Solbos · 
Marie-José · 
Brazilië · 
Boondaal Station · 
Renbaan van Bosvoorde · 
Lieveheersbeestjes · 
Bosvoorde Station · 
Delleur · 
Wiener · 
Valkerij · 
Tenreuken · 
Seny-park · 
Herrmann-Debroux · 
Oudergem-Shopping · 
Vorstrondpunt · 
Empain · 
Trammuseum · 
Bronnenpark · 
Voot · 
Woluwe Shopping · 
Roodebeek
Boondaal Station · 
Brazilië · 
Marie-José · 
Solbos · 
ULB · 
Johanna · 
Buyl · 
Roffiaen · 
Etterbeek Station · 
VUB · 
Arsenaal · 
Pétillon · 
Boileau · 
Montgomery · 
Georges Henri · 
Diamant · 
Meiser · 
Vaderland · 
Weldoeners · 
Wijnheuvelen · 
Robiano · 
Lefrancq · 
Liedts · 
Thomas · 
Noordstation · 
Rogier